# Canterbury Rugby Football Union
Pour les articles homonymes, voir Canterbury (homonymie).
Maillots
Actualités
Dernière mise à jour : 7 août 2025.
 Canterbury Rugby Football Union  est la fédération de rugby à XV pour la région néo-zélandaise de Canterbury. Son équipe fanion participe au championnat des provinces NPC. Elle est basée à Christchurch et joue au Rugby League Park.

## Histoire
L'équipe de Canterbury remporté quatorze fois le championnat des provinces, soit le second meilleur total après Auckland.
Entre 2008 et 2017, Canterbury remporte le titre chaque année, à l'exception de 2014.
Les joueurs de Canterbury forment l'ossature des Crusaders qui est l'équipe phare du Super Rugby.

## Palmarès
- Championnat des provinces (National Provincial Championship puis Air New Zealand Cup puis ITM Cup puis Mitre 10 Cup) (14) : 1977, 1983, 1997, 2001, 2004, 2008, 2009, 2010, 2011, 2012, 2013, 2015, 2016 et 2017.
- Ranfurly Shield : 133 défenses victorieuses (deuxième meilleur total derrière Auckland). Dernière victoire : octobre 2017.

## Effectif 2025
| - Piliers - Darcy Breen (en) - Finlay Brewis (en) - Gus Brown - Seb Calder (en) - Daniel Lienert-Brown (en) - Fletcher Newell - Lewis Ponini (en) - Tamaiti Williams - Talonneurs - George Bell - Nick Hyde - Manumaua Letiu (en) - Brodie McAlister (en) - Codie Taylor - Deuxièmes lignes - Tahlor Cahill (en) - Sam Darry (en) - Zach Gallagher (en) - Jamie Hannah (en) - Liam Jack - Troisième lignes - Torian Barnes - Tom Christie - Dominic Gardiner (en) - Cullen Grace - Corey Kellow (en) | - Demis de mêlée - Tyson Belworthy - Louie Chapman (en) - Riley Williams - Demis d'ouverture - (en) - Shun Miyake (en) - James White Centres - Toby Bell - James Cameron - Braydon Ennor - Tevita Latu - Dallas McLeod - Jone Rova (en) Ailiers/Arrières - Chay Fihaki (en) - Isaac Hutchinson - Kurtis MacDonald - Manasa Mataele - Johnny McNicholl - Ngane Punivai (en) |

## Présidents
- 2019-2022 : Julie Patterson

## Joueurs emblématiques
| - Graeme Bachop - Todd Blackadder - Dan Carter - Wyatt Crockett - Ryan Crotty - Daryl Gibson - Mark Hammett - Chris Jack - Ian Kirkpatrick - Chris Laidlaw - Norm Maxwell - Justin Marshall - Richie McCaw - Fergie McCormick | - Duncan McGregor - Andrew Mehrtens - Tane Norton - Kieran Read - Scott Robertson - Mark Robinson - Wayne Smith - Kelvin Tremain - Matt Todd - Wilson Whineray - Sam Whitelock - Alex Wyllie |